# Марк Вайнс
Марк Вайнс (англ. Mark Vines; нар. 23 лютого 1957) — колишній американський тенісист.
Найвищу одиночну позицію світового рейтингу — 110 місце досяг 4 квітня 1982, парну — 191 місце — 2 січня 1984 року.
Здобув 1 одиночний титул.
Найвищим досягненням на турнірах Великого шолома було 3 коло в одиночному розряді.
Завершив кар'єру 1984 року.

## Фінали за кар'єру

### Одиночний розряд (1 перемога)
| Результат | W-L | Дата     | Турнір         | Покриття   | Суперник     | Рахунок       |
| --------- | --- | -------- | -------------- | ---------- | ------------ | ------------- |
| Перемога  | 1–0 | Лис 1981 | Париж, Франція | Тверде (i) | Паскаль Порт | 6–2, 6–4, 6–3 |